# Wolf von Biedermann
Franz Wolf Heinrich Hugo Freiherr von Biedermann (* 11. Juli 1890 in Herbesthal; † 14. Mai 1964 in Wiesbaden) war ein deutscher Generalmajor der Luftwaffe im Zweiten Weltkrieg.

## Leben

### Herkunft

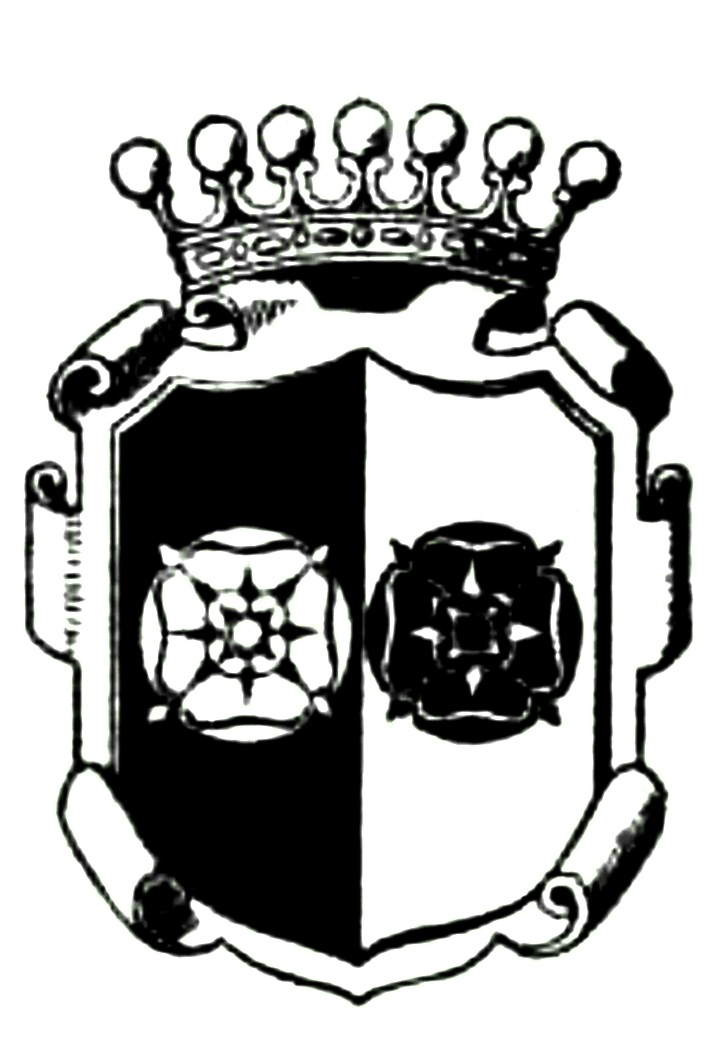
Wappen der Freiherren von Biedermann

Wolf war der Sohn des preußischen Hauptsteueramtsassistenten Gotthard von Biedermann (1860–1900) und dessen Ehefrau Johanna, geborene Dumas de l’Espino (* 1863).

### Militärkarriere
Biedermann trat am 24. Januar 1911 als Fähnrich in das 13. Infanterie-Regiment Nr. 178 der Sächsischen Armee ein und avancierte bis Ende März 1912 zum Leutnant. Nach Beginn des Ersten Weltkrieges fungierte Biedermann als Kompanieoffizier, Zug- und Kompanieführer. Zu einem unbekannten Zeitpunkt wechselte er zur Fliegertruppen über, wo er eine Ausbildung zum Flugzeugführer erhielt. In dieser Funktion war Biedermann, der im weiteren Kriegsverlauf mit beiden Klassen des Eisernen Kreuzes und dem Ritterkreuz II. Klasse des Sächsischen Verdienstordens sowie des Albrechts-Ordens jeweils mit Schwertern ausgezeichnet wurde, über das Kriegsende hinaus, bis September 1919 tätig.
Am 1. Oktober 1919 wurde Biedermann als Kompanieoffizier dem Reichswehr-Infanterie-Regiment 23 zugeteilt, in welchem er bis Ende September 1920 verblieb. Anschließend wurde Biedermann am 1. Oktober 1920 in den Stab des Gruppen-Kommandos 2 kommandiert, wo er bis Ende September 1921 seine Führergehilfenausbildung erhielt. Dann wurde er zum 1. Oktober 1921 in das 10. (Sächsisches) Infanterie-Regiment versetzt, wo er zunächst bis Ende September 1928 als Kompanieoffizier und Chef der 2. Kompanie diente. Hier wurde Biedermann am 1. Februar 1925 zum Hauptmann befördert.
Am 30. September 1928 schied Biedermann offiziell aus dem Militärdienst aus, um anschließend, als Zivilist getarnt, von Oktober 1928 bis Mai 1930 eine geheime Fliegerausbildung zu erhalten. Zum 1. Juni 1930 wurde Biedermann für das Heer reaktiviert und seinem alten Stammregiment, dem 10. Infanterie-Regiment, zugeteilt. Dort diente er bis Ende September 1934 im Stab des I. Bataillons bzw. zuletzt als Kompaniechef. Hier wurde er am 1. April 1934 zum Major befördert.
Am 1. Oktober 1934 trat Biedermann zur Luftwaffe über, wo er bis Ende September 1935 zunächst als Referent im Reichsluftfahrtministerium tätig war. Anschließend zum Kommandeur der Flieger-Ersatzabteilung Stade und zugleich zum Fliegerhorst-Kommandant von Stade ernannt, befehligte er diese bis Ende März 1939. Während dieser Zeit wurde Biedermann am 1. April 1936 zum Oberstleutnant und am 1. Juni 1938 zum Oberst befördert. Danach agierte er von April 1939 bis zu einem unbekannten Zeitpunkt 1940 als Kommandeur des Flieger-Ausbildungs-Regiments und als Fliegerhorst-Kommandant in Salzwedel.
Im Anschluss war er bis September 1942 Fliegerhorst-Kommandant von Halberstadt, wo Biedermann am 1. April 1941 zum Generalmajor befördert wurde. Im September 1942 wurde Biedermann zum Kommandeur der 7. Luftwaffen-Felddivision ernannt, die er im Rahmen der Heeresgruppe A, später Heeresgruppe Mitte und zuletzt bei der Heeresgruppe B an der Ostfront befehligte. Nach der Zerschlagung der Division im Frühjahr 1943 wurde die Division aufgelöst und Biedermann trat von März bis Ende Dezember 1943 in die Führerreserve ein. Vom 1. Januar 1944 bis 3. Januar 1945 fungierte er als Kommandeur der Waffentechnischen Schule 2 in Merseburg. Danach war er für den Rest des Monats Januar 1945 zum Chef des Wehrmacht-Kraftfahrwesens in das Oberkommando der Wehrmacht kommandiert. Zum 1. Februar 1945 wurde Biedermann beim Fliegerersatz-Bataillons III zur Verfügung gehalten, kam aber bis Kriegsende zu keinem eigenen Kommando mehr. Biedermann befand sich vom 8. Mai 1945 bis Mai 1948 in britischer Kriegsgefangenschaft.